# 요르단 비코프
요르단 지프코프 비코프(불가리아어: Йордан Живков Биков, 1950년 10월 17일 ~ )는 불가리아의 역도 선수이다.
그의 첫 국제 대회는 1969년 세계 역도 선수권 대회에서 시작되었고, 1972년 하계 올림픽에 출전하여 미들급 부문에서 우승하였다.